# Фигуренки
Фигуренки — опустевшая деревня в Даровском районе Кировской области в составе Даровского городского поселения.

## География
Находится на расстоянии примерно 14 км по прямой на юго-запад от райцентра поселка  Даровской.

## История
Известна была как починок Вновь расчистной Ермошинский с 1 двором с 1802 года. В 1905 году был отмечен уже как Ермошинский (Фигуры), в котором учтено было дворов 7 и жителей 75, в 1926 (уже деревня Фигуренки или Фигуры) 14 и 75, в 1950 12 и 37, в 1989 оставалось 2 жителя. Нынешнее название утвердилось с 1950 года.

## Население
Постоянное население  составляло 3 человека (русские 100%) в 2002 году, 0 в 2010.